# Paratomoxioda fallaciosa
Paratomoxioda fallaciosa es una especie de coleóptero de la familia Mordellidae.

## Distribución geográfica
Habita en Tayikistán.